# Colinele Timan
Colinele Timan (rusă Тиманский кряж) este o regiune de podiș situată în partea de nord a Rusiei. Este limitată la nord de Marea Barents, la sud de Munții Uvalî, iar longitudinal este delimitat de râurile Peciora (vest) și Mezen (est). Altitudinea maximă de 471 m (după alte surse 463 m ) este atinsă în vârful Cetlasski Kamen. Face parte din unitatea fizico-geografică numită Câmpia Europei de Est (Câmpia Est-Europeană). Acoperite cu o vegetație de tundră și silvotundră.

## Resurse
Zona colinelor Timan este bogată în resurse ale subsolului: titan, bauxită, agate, petrol, gaze naturale, șisturi bituminoase, turbă.

## Așezări umane
Principalele localități de tip urban din Colinele Timan sunt: Uhta, Sosnogorsk, Iarega, Voivoj, Troițko-Peciorsk.